# Zoologická zahrada Tábor
Zoo Tábor – celým názvem Zoologická zahrada Tábor, a. s. – byla založena v květnu 2015. Jde o jednu z nejmladších zoologických zahrad v České republice. Svojí rozlohou, která dosahuje téměř 10 hektarů, je největší zoo na jihu Čech. Zoo se nachází v obci Větrovy – na jihovýchodním okraji města Tábor. Ředitelem zahrady je od května 2015 Evžen Korec, majitel a generální ředitel pražské developerské společnosti Ekospol.

## Historie a současnost
Předešlá zahrada s názvem Zoologická zahrada Tábor-Větrovy vznikla v červenci roku 2011. Po finančních problémech skončila svoji činnost po čtyřech letech na jaře roku 2015. Navázala na ni Zoologická zahrada Tábor, a. s., ačkoli jinak je zcela novou společností s novým majitelem.
Zoologická zahrada Tábor byla znovuotevřena 30. června 2015. Za první měsíc ji navštívilo 25 tisíc lidí. Za celý rok 2016 přišlo do táborské zoologické zahrady přes 70 tisíc lidí. V roce 2018 ji navštívilo 83 tisíc lidí, což představovalo meziroční nárůst o deset procent. Nejvyšší návštěvnost zaznamenala ZOO Tábor v roce 2023, kdy ji navštívilo 111 tisíc lidí.
Návštěvníci si mohou prohlédnout přes 500 zvířat více než osmdesáti druhů, polovinu přitom tvoří ohrožené druhy. V provozu je také restaurace, která se nachází přímo v areálu zoo.

## Ohrožené druhy zvířat
Zoologická zahrada Tábor se věnuje především ochraně ohrožených druhů. Již v současné době disponuje několika druhy zvířat, které patří podle mezinárodní úmluvy CITES mezi ohrožené (tygr ussurijský, bílý lev jihoafrický, medvěd baribal, medvěd hnědý, vlk arktický, makak jávský, tamarín žlutoruký, ara zelenokřídlý, kakadu molucký, amazoňan žlutokrký, puštík bradatý, sovice sněžní nebo výr velký).
V roce 2018 táborská zoologická zahrada získala v rámci Evropského záchovného programu EEP samce kriticky ohrožené fosy madagaskarské. Účastí v tomto programu se ZOO Tábor oficiálně stala zoologickou zahradou spolupracující s Evropskou asociací zoologických zahrad a akvárií (EAZA). Šestiletý samec s malgašským jménem Masotra přicestoval do Tábora v květnu ze zoo v belgickém Olmenu. V roce 2018 byl v České republice chován pouze jeden pár těchto nevšedních šelem z Madagaskaru.
Začátkem roku 2018 do ZOO Tábor přivezli rok a půl starou samičku rysa karpatského ze zoologické zahrady v Chemnitzu. Samička byla umístěna do nového výběhu, který se nachází v dolní, lesní části zahrady. Do budoucna by měla vytvořit pár se samcem Petrem.
Zoologické zahradě Tábor se daří odchovávat mláďata nejen ohrožených druhů. Mezi jedny z posledních přírůstků zahrady patří čtyři štěňata vlka arktického, mláďata sovice sněžní (Bubo scandiacus), emu hnědého (Dromaius novaehollandiae), klokana Bennettova (Macropus rufogriseus fruticus) či lamy krotké (Lama guanicoe f. glama).

## Reintrodukce zubra evropského[12]
Zoologická zahrada Tábor se na počátku roku 2016 rozhodla založit chov zubrů evropských a připojit se tak k celoevropským snahám zachránit tento živočišný druh, který kdysi hojně obýval i území dnešní ČR. Od konce února do začátku května 2016 zahrada vybudovala zcela nový půlhektarový výběh. ZOO Tábor se rozhodla chovat geneticky nejcennější takzvanou nížinou linii zubra evropského, která je nejvhodnější pro vypouštění do volné přírody.
Chovné stádo zubrů evropských nížinné linie bylo založeno v roce 2016. Z ostrova Usedomu, který leží na hranicích mezi Německem a Polskem, byly v květnu roku 2016 převezeny do nového výběhu dvě zubří samice Usjana a Uselina. Další dvě samice Norisa a Norma ze zoologické zahrady v Norimberku je následovaly krátce poté. Po několika měsících (v listopadu 2016) je doplnil také býk Poczekaj ze soukromé farmy v polských Niepolomicích. Listopad roku 2017 přinesl první úspěch a narodil se býk jménem Tábor, který byl v květnu roku 2020 přemístěn do přírodní rezervace u Rokycan v Plzeňském kraji jako zakladatel nového stáda. V červnu roku 2018 se narodila samice Tara, která společně se samici Norisou, byla v dubnu 2021 převezena do rezervace velkých kopytníků u Milovic na Nymbursku.
Další přírůstky na sebe nenechaly dlouho čekat a v květnu 2019 se narodil samec Taran a samice Taura. Samice Taura rozšířila stádo v polské ZOO Poznaň, kam byla převezena v květnu roku 2021, a samec Taran byl v dubnu 2023 převezen do přírodní rezervace Réserve des bisons d’Europe ve Francii.
ZOO Tábor od počátku odchovala více než 10 zubrů evropských, z nichž byla velká část vypuštěna v několika velkých evropských přírodních rezervacích.

## Kniha o záchraně Zoo Tábor
V roce 2016 vyšla kniha Jak jsem zachránil zoo v Táboře autorů Evžena Korce a Filipa Sušanky, která popisuje záchranu této zoologické zahrady a stovek v ní chovaných zvířat. Pokračování se pak dočkala v roce 2023, kdy vyšla kniha Jak chráníme ohrožené druhy.

## Galerie

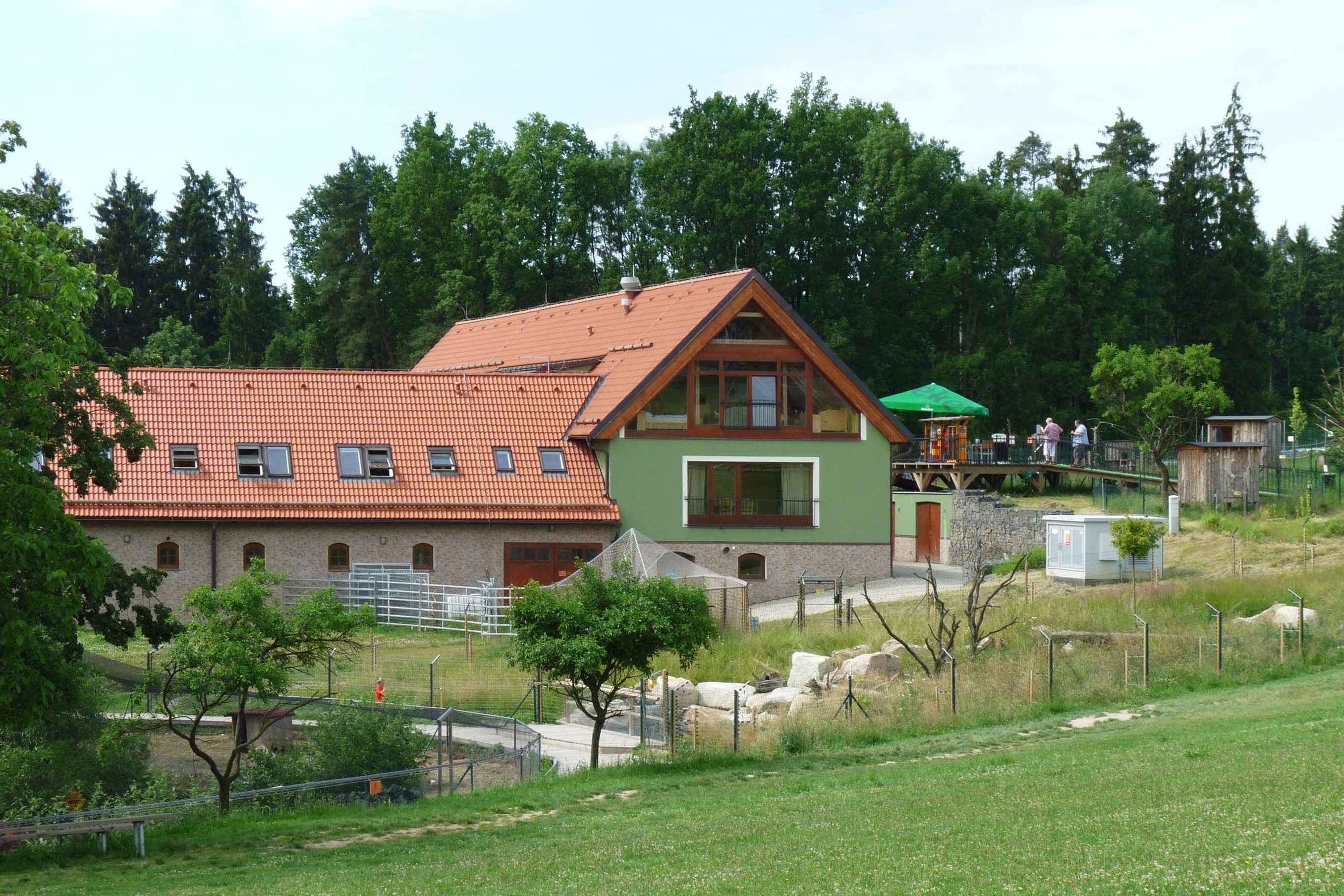
Provozní budova
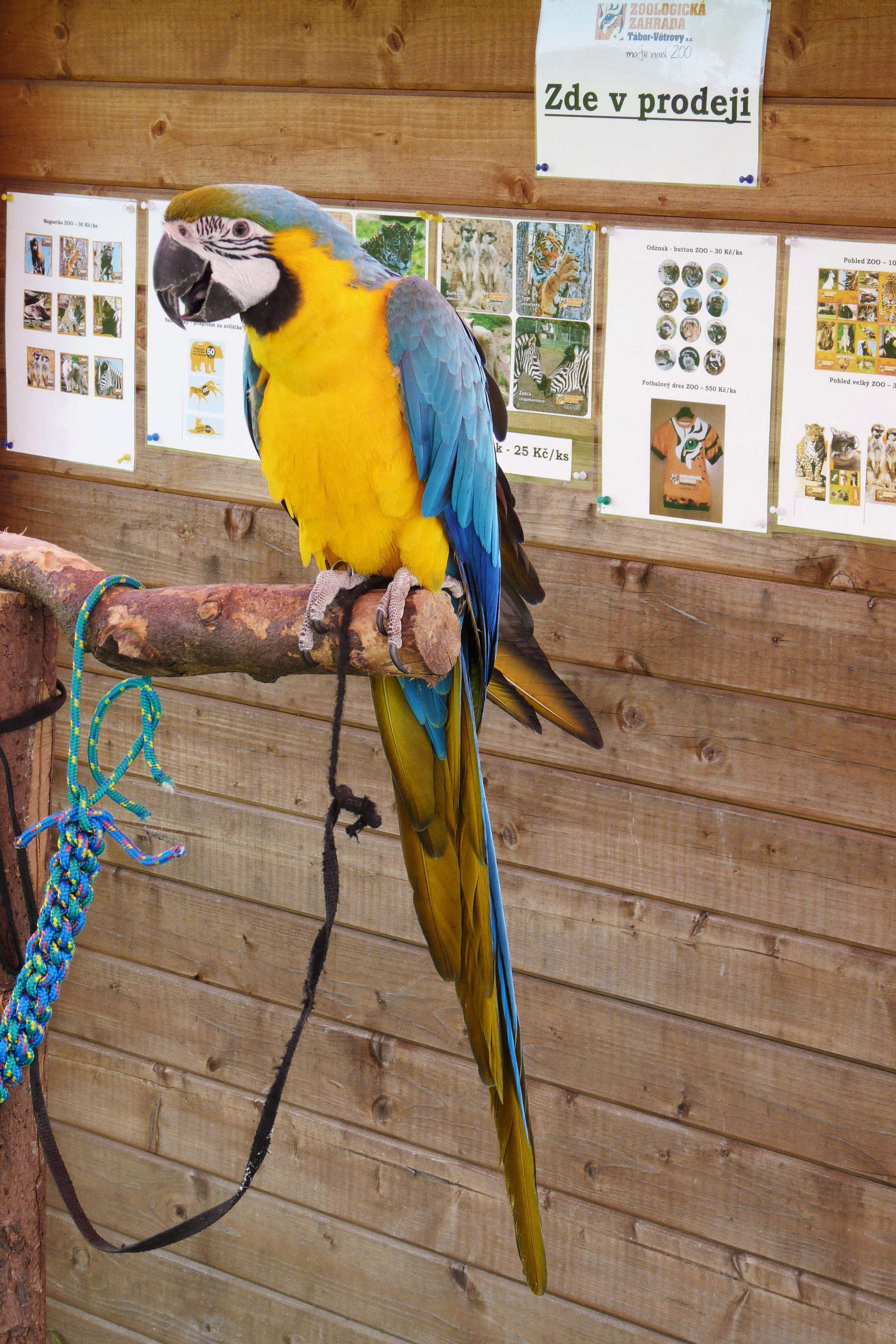
Ara ararauna
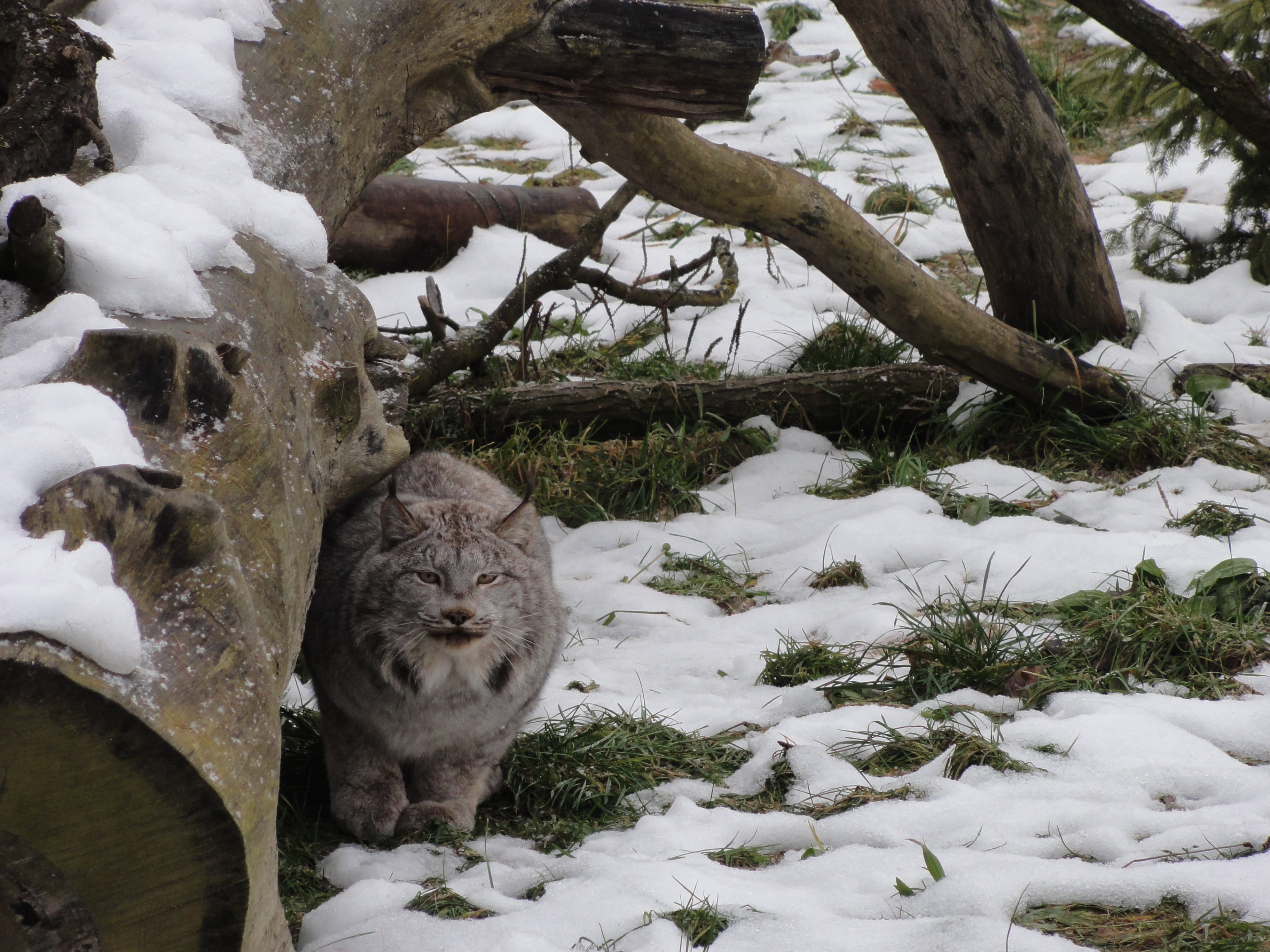
Rys v Zoo Tábor
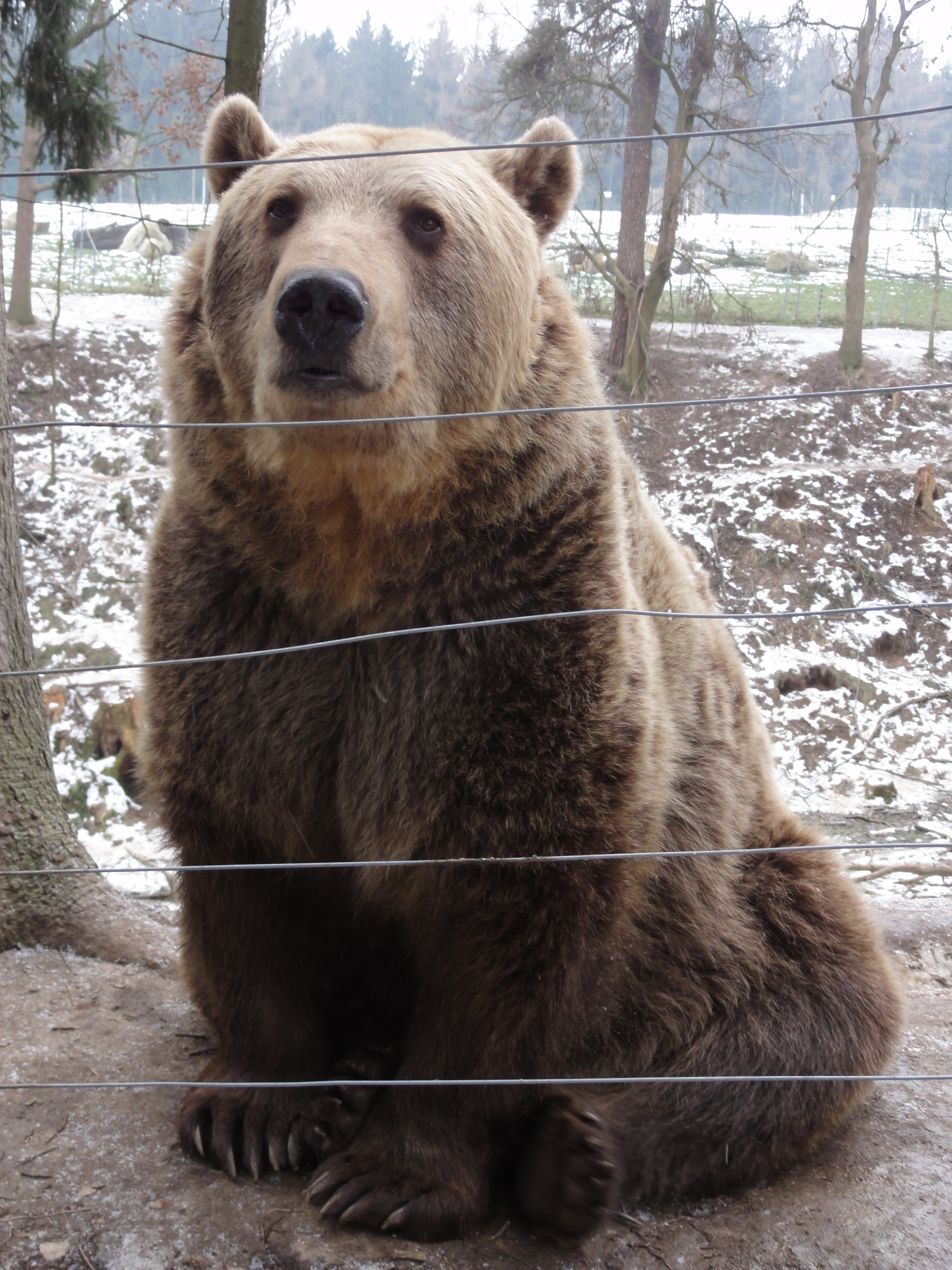
Medvěd v Zoo Tábor
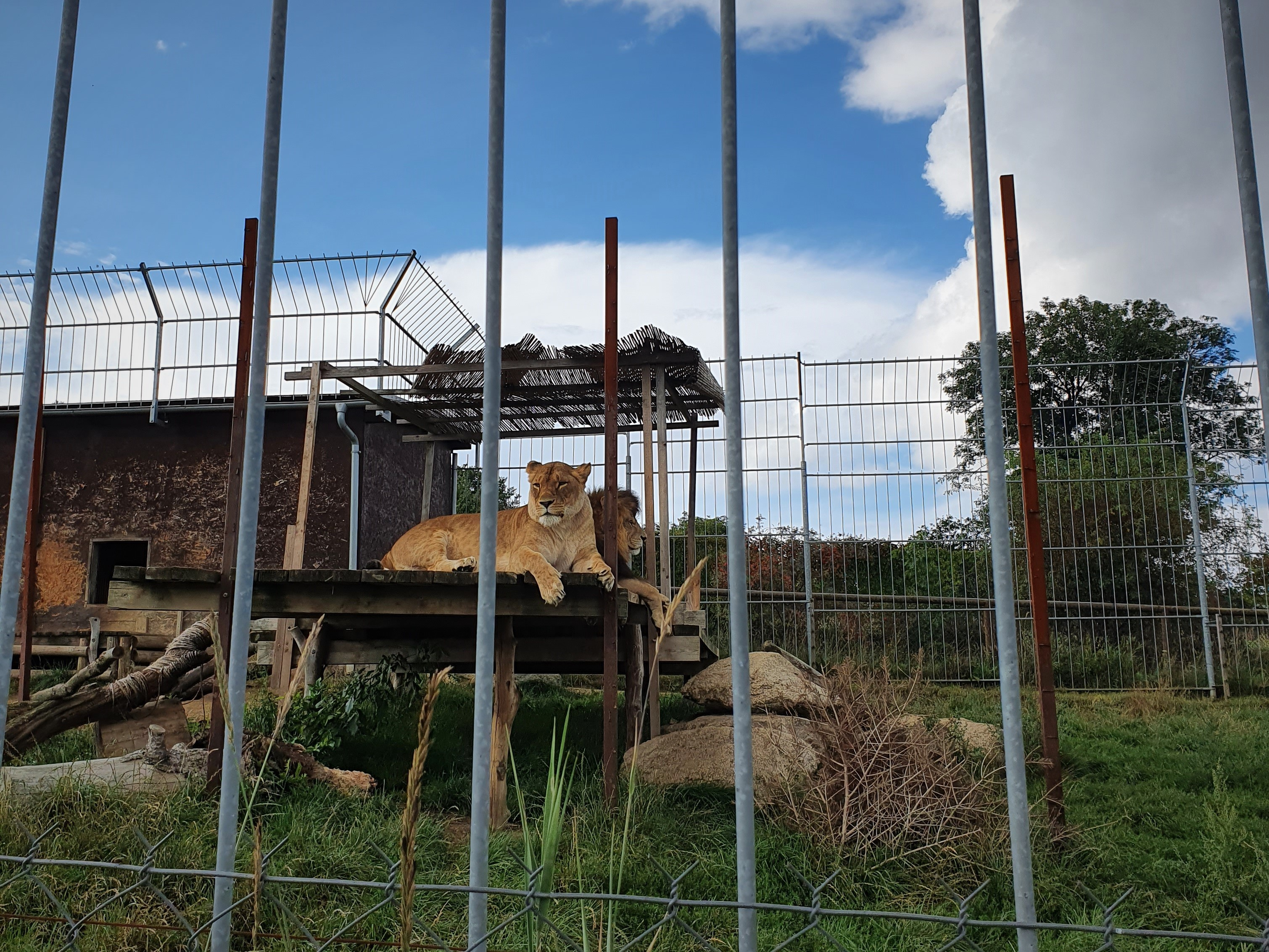
Lvi v Zoo Tábor